# Comtat d'Arlon
El comtat d'Arlon fou una efímera jurisdicció feudal del Sacre Imperi Romanogermànic. El centre era el castell d'Arlon. Es va organitzar en comtat segle IX. No se sap res de la casa comtal d'Arlon fins al segle XI tot i que hi ha dades que el comtat existia el 8 d'agost del 870 quan en el tractat de partició Lluís el Germànic i Carles el Calb es repartien el Regne de Lotaríngia i el comitatum…Arlon era assignat al rei Carles.
El primer comte conegut fou Walerà I d'Arlon del que se sap molt poc. El següent comte fou el seu fill Walerà II d'Arlon que es va casar amb Judit filla de Frederic II de Luxemburg, duc de Baixa Lotaríngia, de la casa comtal de les Ardenes (duc 1046-1065), que va aportar al seu marit el territori de Lengau en dot (territori que després del 1070 fou el comtat de Limburg). Així el comtat d'Arlon va quedar unit al Lengau o Limburg i fou aquest segon el principal. Ermesinda I de Luxemburg (1197-1247), hereva del comtat de Luxemburg, es va casar en primeres noces el 1196 amb Tibald I (1158 -1214), comte de Bar i de Luxemburg; a la mort d'aquest el 1214 es va casar en segones noces (el mateix any 1214) amb Walerà III de Limburg (mort el 1226), comte de Limburg, que va aportar el comtat d'Arlon al de Luxemburg. A la mort de Walerà III el 1226, d'acord amb el que s'havia pactat, Limburg va passar al seu fill Enric IV, nascut del seu primer matrimoni, però el comtat d'Arlon va passar al fill del segon matrimoni (amb Ermesinda) també anomenat Enric, en aquest cas Enric V de Luxemburg conegut com el Ros; des de llavors Arlon va romandre unit al comtat de Luxemburg.